# Pieter Neefs, o Jovem

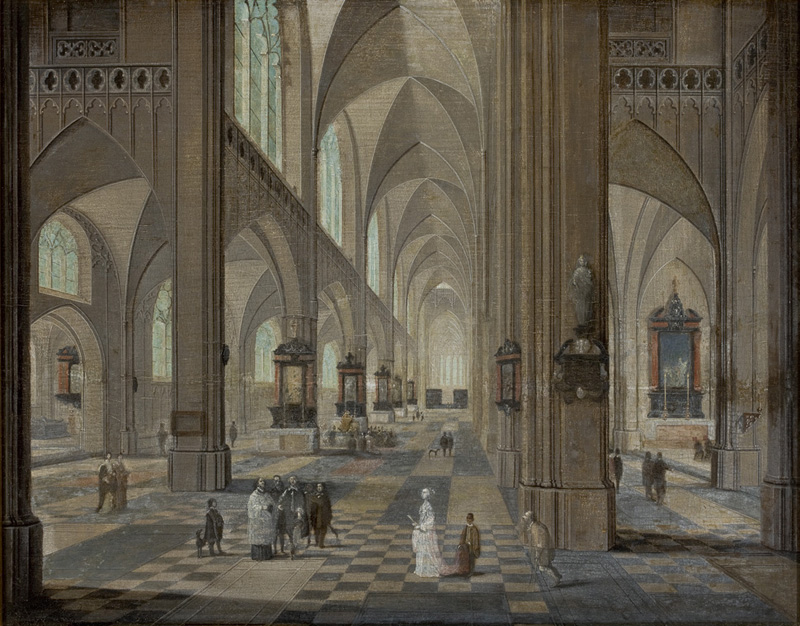
Interior da Catedral de Antuérpia (sem data), pintura de Pieter Neefs, o Jovem. Acervo do Museu de Arte de São Paulo, São Paulo.

Pieter Neefs ou Neeffs (Antuérpia, batizado em 23 de maio de 1620 - Antuérpia, após 1675), alcunhado "o jovem" (para diferenciá-lo de seu pai, Pieter Neefs, o Velho), foi um pintor flamengo especializado em retratar a arquitetura de interiores de igrejas.

## Vida e obra
Pouco se sabe sobre a vida de Pieter Neefs. Apesar disso, o artista é considerado, ao lado de seu pai homônimo e de Hendrick van Steenwijck, o Jovem, um dos mais proeminentes pintores de interiores arquitetônicos da escola flamenga do século XVII. Nascido na Antuérpia, foi introduzido na pintura pelo pai, com quem começou a colaborar por volta de 1640. É possível que tenha tido aulas ainda com Hendrick van Steenwijck, o Velho. Diferentemente do pai, Neefs aparentemente jamais obteve o ingresso como mestre na Guilda de São Lucas, mas prosseguiu trabalhando no ateliê da família por um longo período. Seu irmão, Ludovicus Neefs, também pintor, executou obras de idêntica temática, embora demonstre uma menor habilidade pictórica.
A família Neefs especializou-se na produção de cenas de interiores arquitetônicos de catedrais e igrejas, sobretudo da Catedral de Antuérpia. As semelhanças iconográficas tornam difícil distinguir as pinturas do pai daquelas dos filhos, resultando por vezes em atribuições incorretas, malgrado o fato das obras variarem bastante em termos de fidedignidade e luminosidade. Neefs, o Velho, geralmente apontado como o mais talentoso artista da família, esporadicamente assinava suas telas como "Den Auden Neefs" ("o velho Neefs"), mas geralmente não diferenciava a sua assinatura daquela de seu filho homônimo.
Não obstante, é possível elencar singularidades na produção de Neefs, o Jovem, sobretudo detalhes estilísticos, como a preferência por ambientes mais escuros, a projeção monumental das formas arquitetônicas, a manipulação da iluminação artificial, com a presença de brilhos cintilantes nas superfícies das pilastras, lampejos dispersos de luz em meio às sombras projetadas pelos elementos arquitetônicos e a claridade mais intensa do segundo plano, incidindo sobre as personagens, produzindo uma atmosfera ligeiramente mais dramática.
Neefs, o Jovem, frequentemente produzia pinturas em colaboração com outros artistas, tais como Frans Francken II, Frans Francken III, David Teniers, o Jovem, Jan Brueghel, o Velho, Bonaventura Peeters, o Jovem, Sebastiaen Vrancx, Adriaen van Stalbemt e Gonzales Coques. Após a morte do pai, Neefs e Ludovicus assumiram o ateliê da família. Neefs permaneceu ativo até, ao menos, 1675, ano em que é datada sua última pintura conhecida (atualmente na coleção Vaduz, em Liechtenstein).